# 카로니강

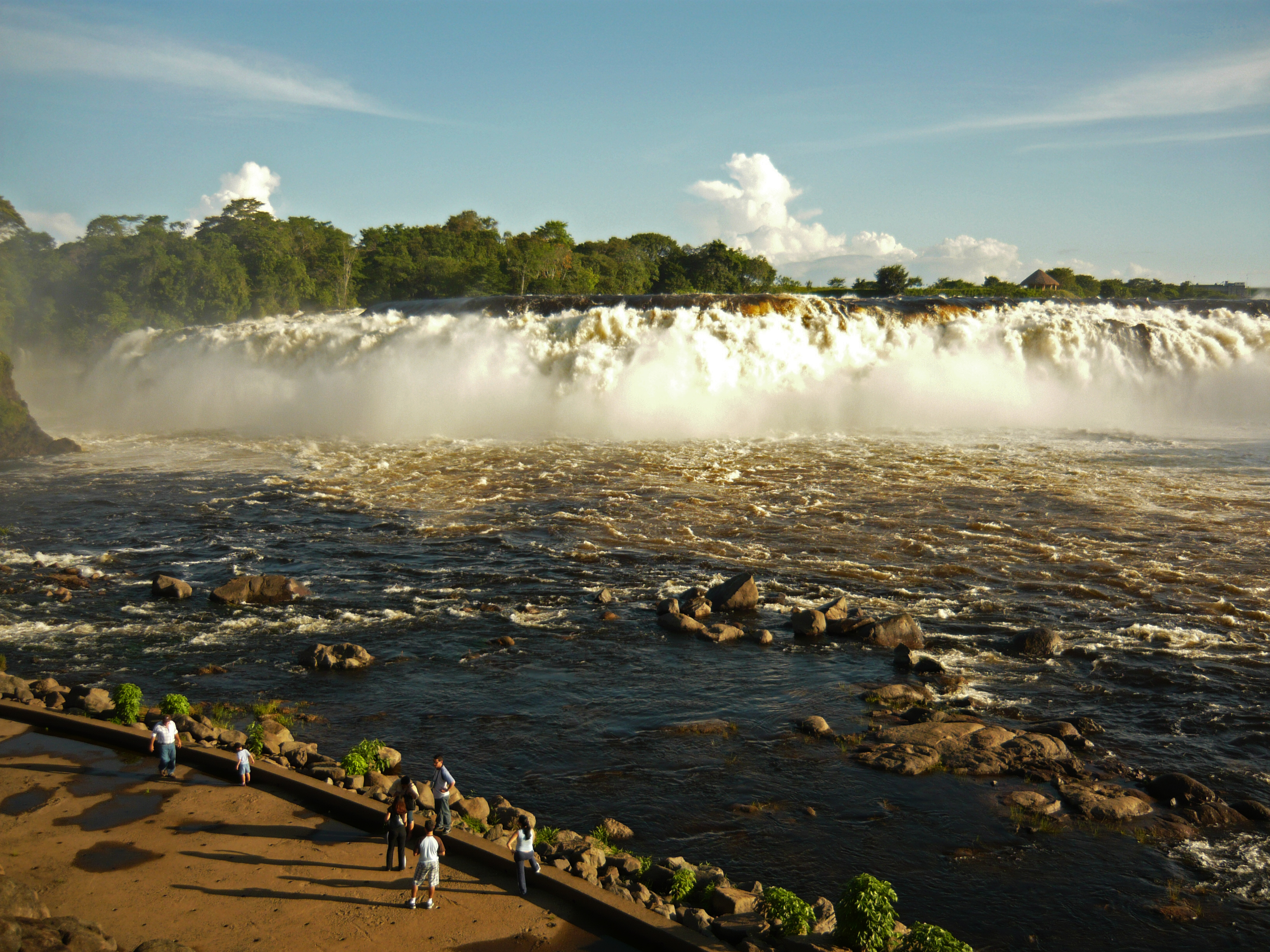
카로니강

카로니강(Caroní River)은 베네수엘라의 강으로 오리노코강의 지류다.